# 216 км (Псковская область)
216 км, железнодорожная бу́дка 216 км — упразднённый населённый пункт (тип: железнодорожная будка) в Струго-Красненском районе Псковской области России. На 2010 год — в составе деревни Лапино Новосельской волости.

## География
Находится на северо-востоке региона, в центральной части района, в 1 км от станции Лапино.

## История
Впервые значится в 1945 году.
В 1977 году упоминается населённый пункт 216 км ж. д., в нём 24 двора.

## Население
В 1948 году — 5 хозяйств и 11 жителей, в 1958 году (5 строений) — 8 хозяйств и 25 жителей. 

## Инфраструктура
Путевое хозяйство железной дороги Псков — Струги Красные — Луга — Санкт-Петербург.

## Транспорт
Доступна железнодорожным и автомобильным транспортом.